# Tossal de Lluçà
El Tossal de Lluçà és una muntanya de 411 metres que es troba al municipi de Tàrrega, a la comarca catalana de l'Urgell.